# 愛爾蘭駐外機構列表

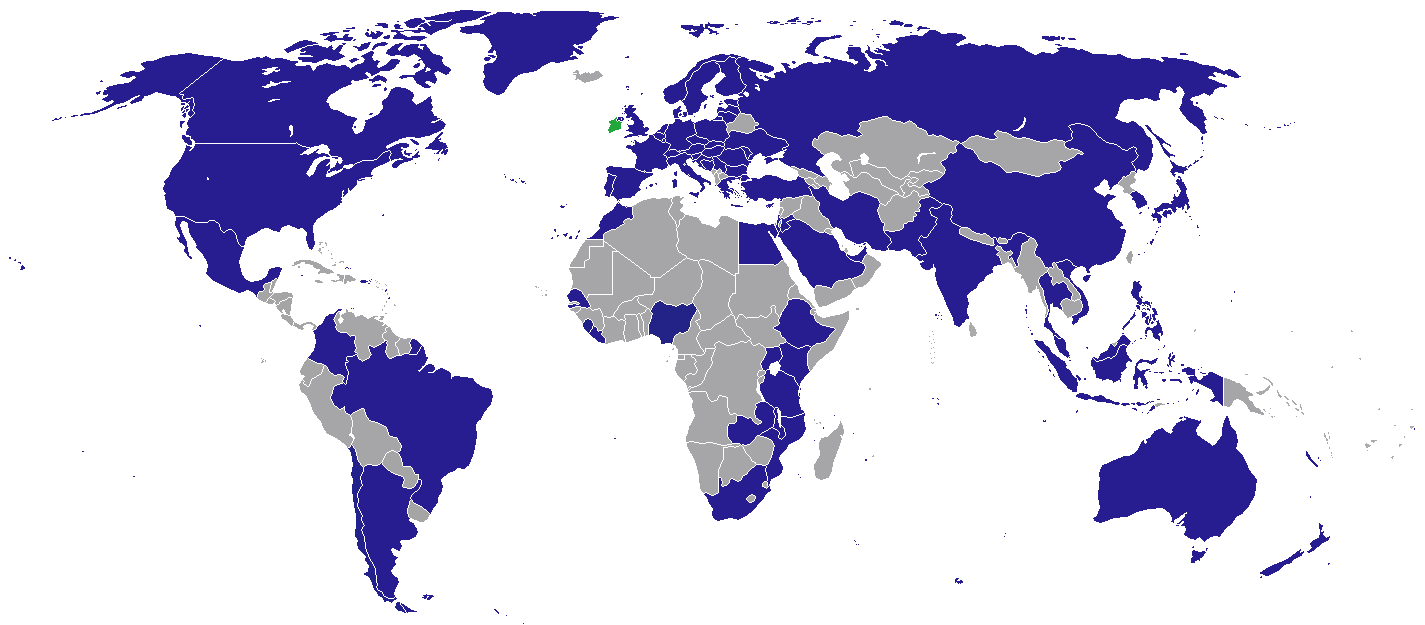
愛爾蘭駐外機構分佈圖

愛爾蘭与161个国家建立了外交關係。愛爾蘭政府共有74個特派團在世界各地，包括55個大使館，八個常駐國際組織代表處和8個總領事館和其他辦事處。該國還任命了24個名譽總領事，名譽領事62個。 IDA，愛爾蘭的投資和貿易促進機構，也有自己的據點。
下面這個名單是源自愛爾蘭外交部網站，該網站於2009年1月的最後更新。

## 歐洲

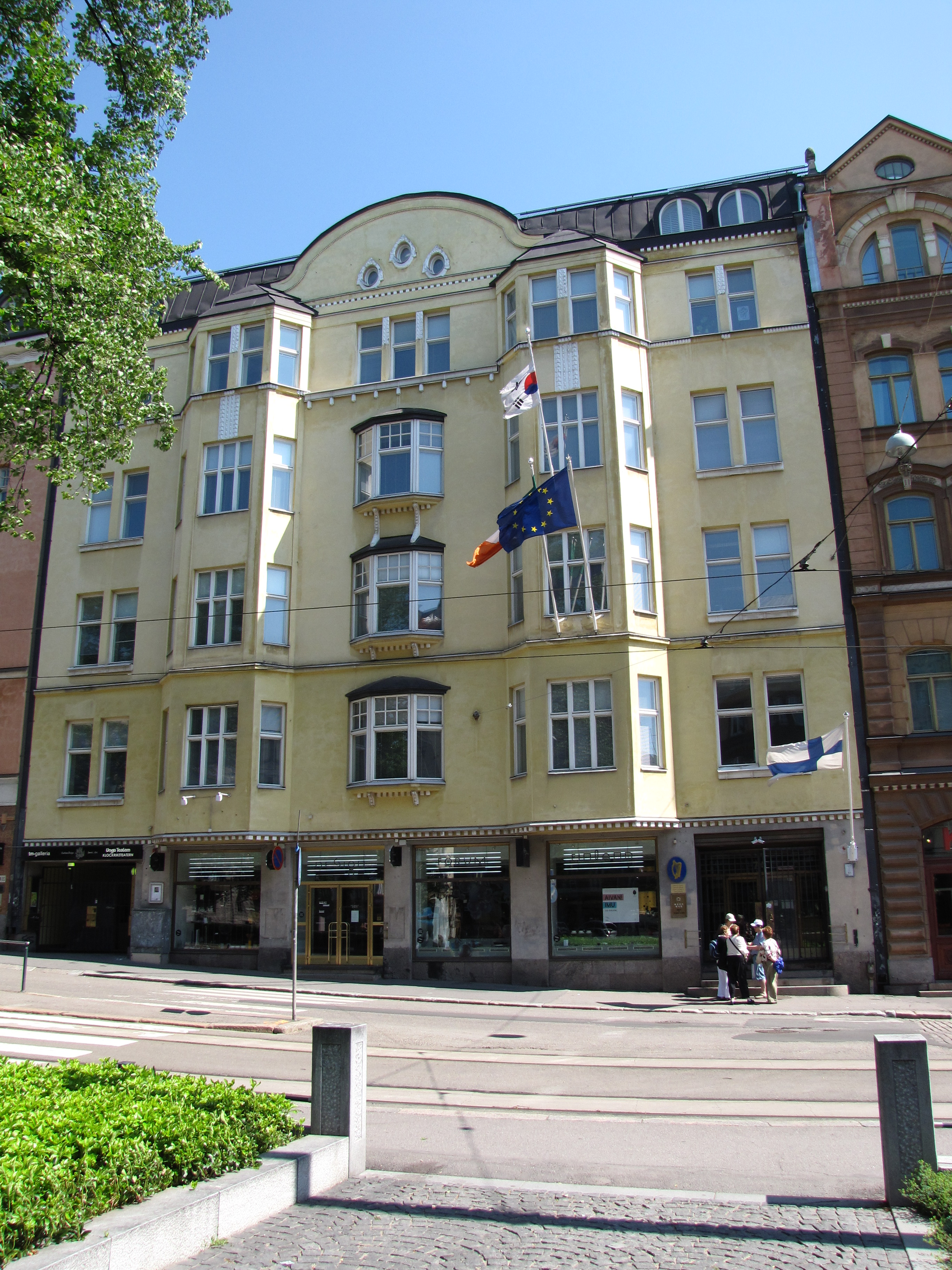
愛爾蘭駐芬蘭大使館

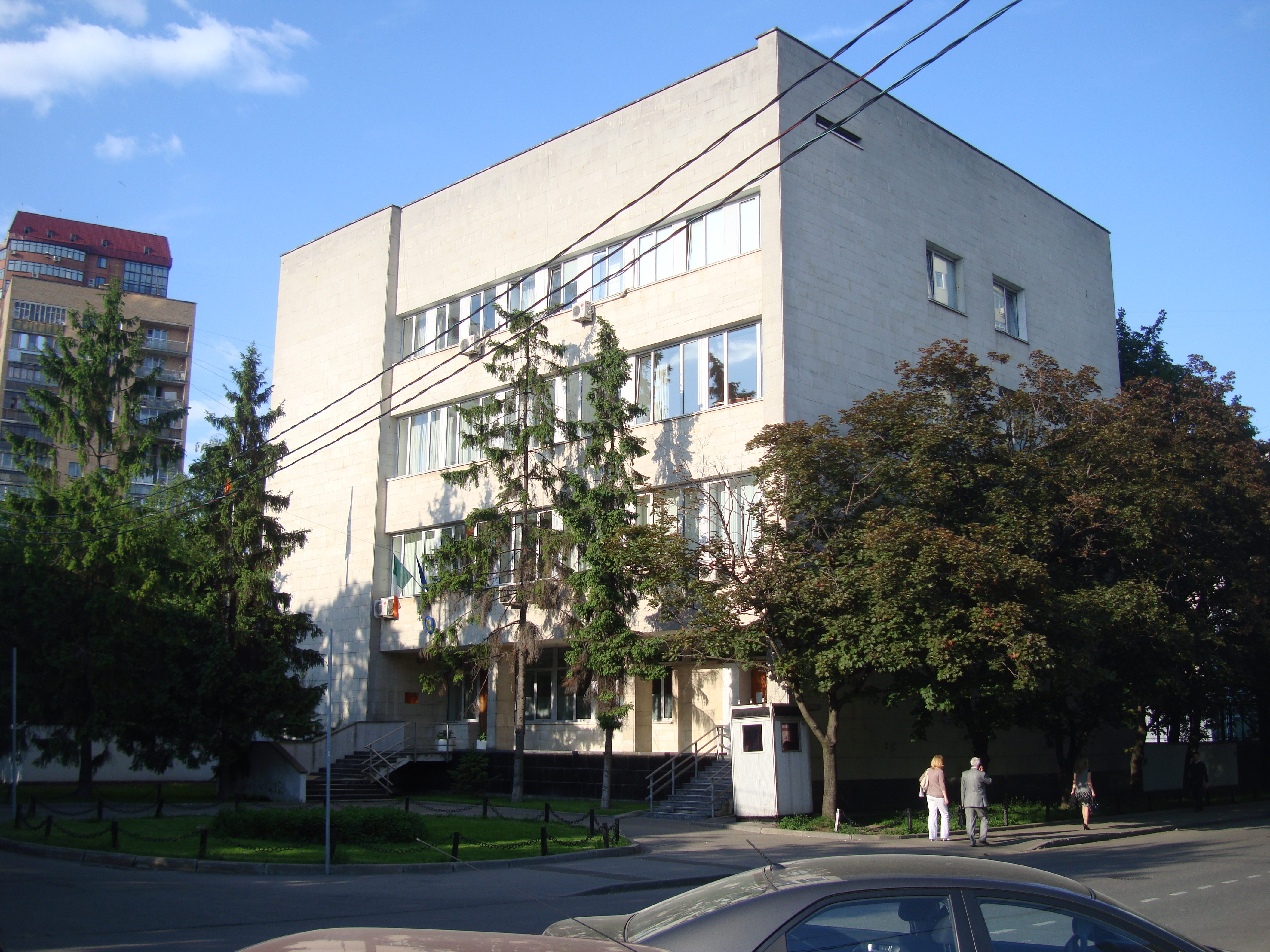
愛爾蘭駐俄羅斯大使館

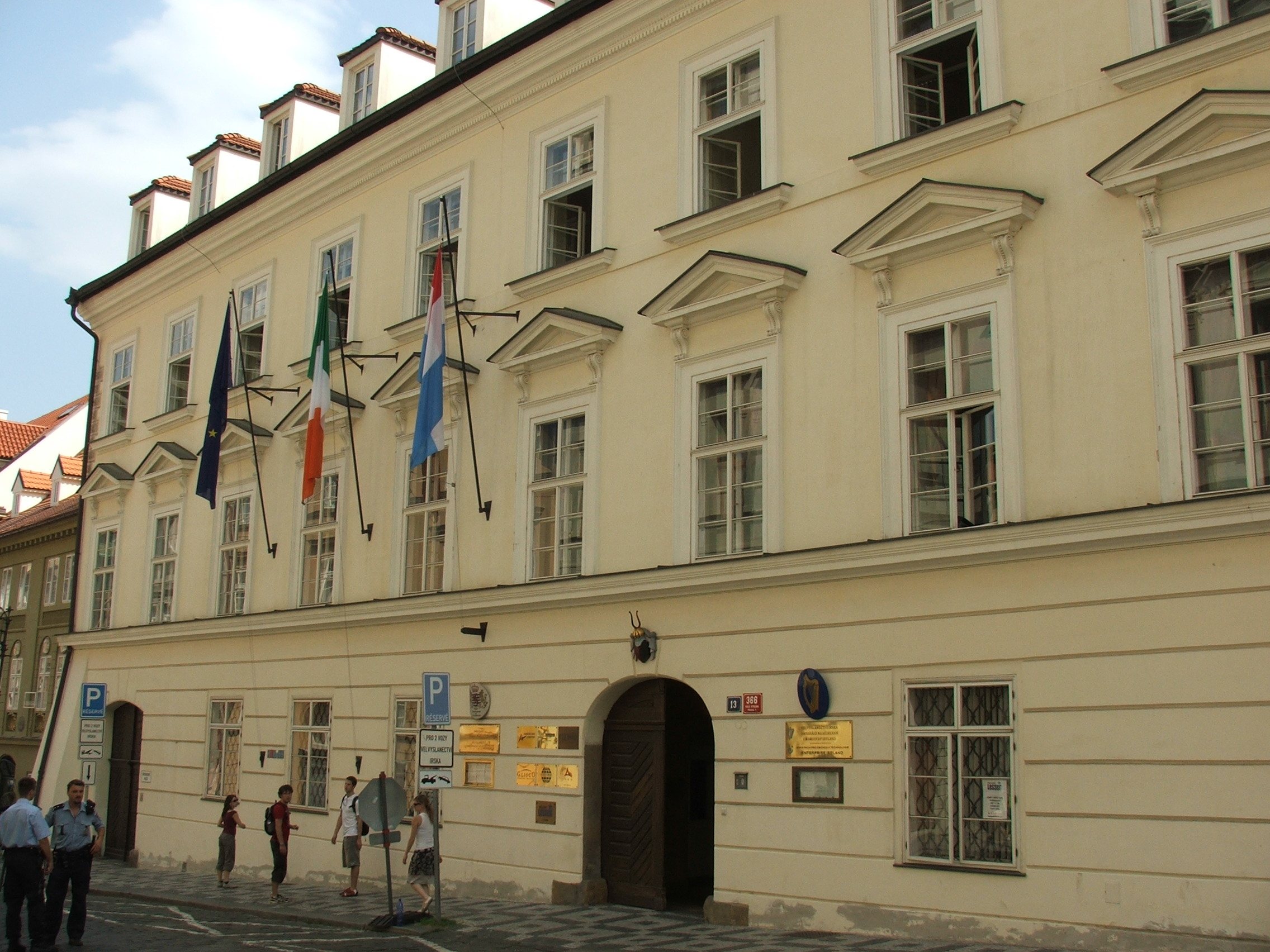
愛爾蘭駐捷克大使館

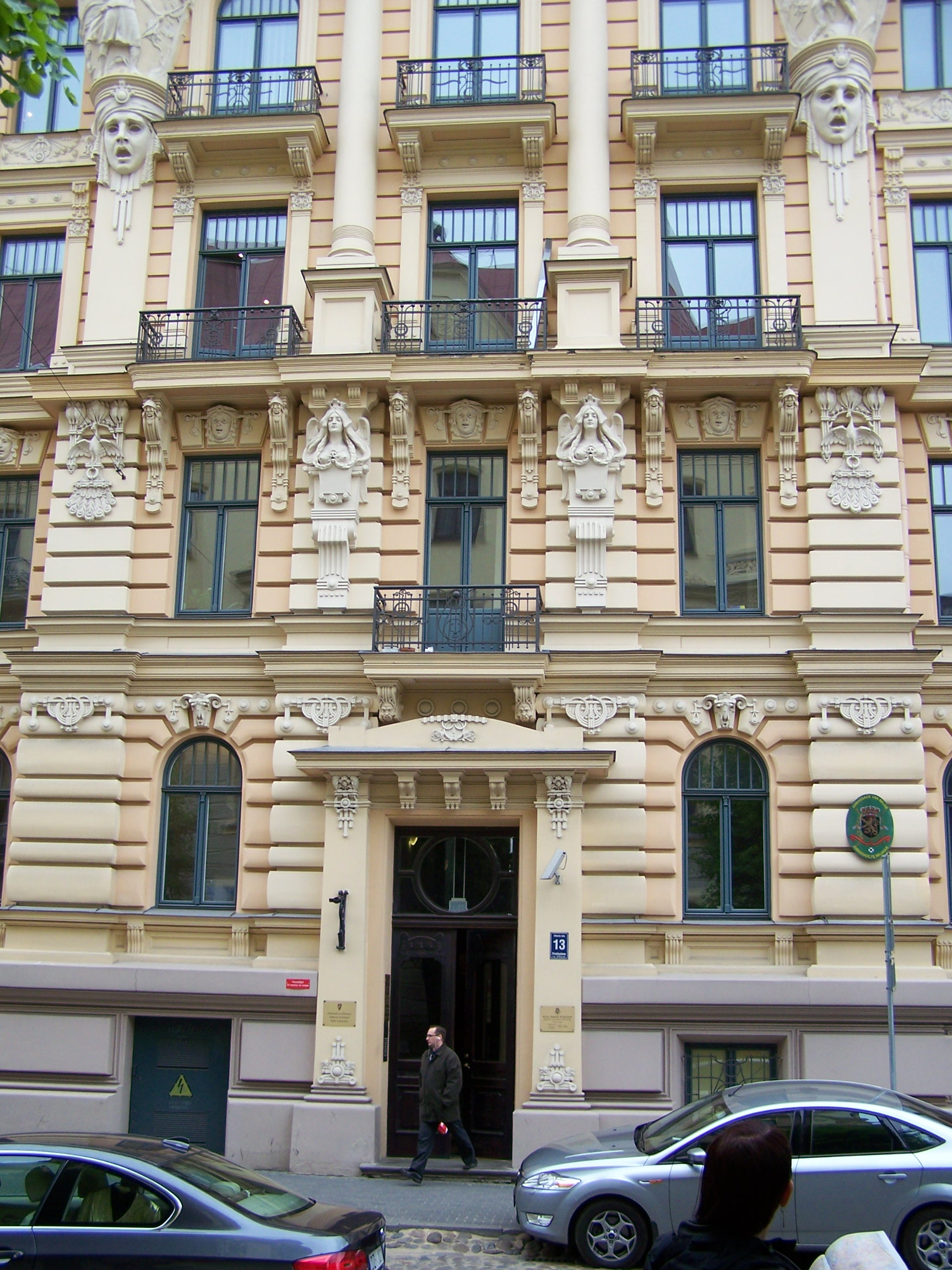
愛爾蘭駐拉脫維亞大使館

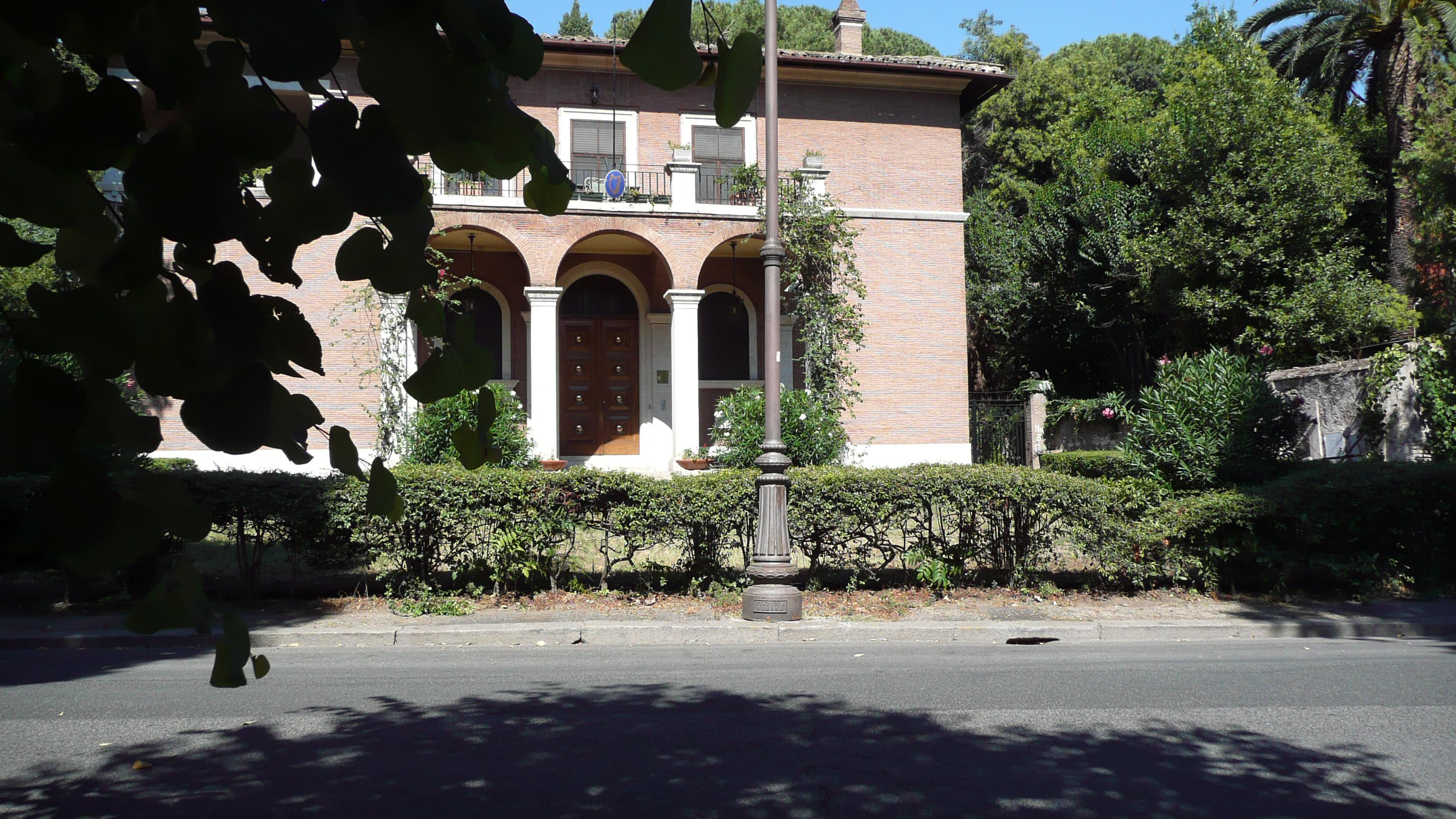
愛爾蘭駐義大利大使館

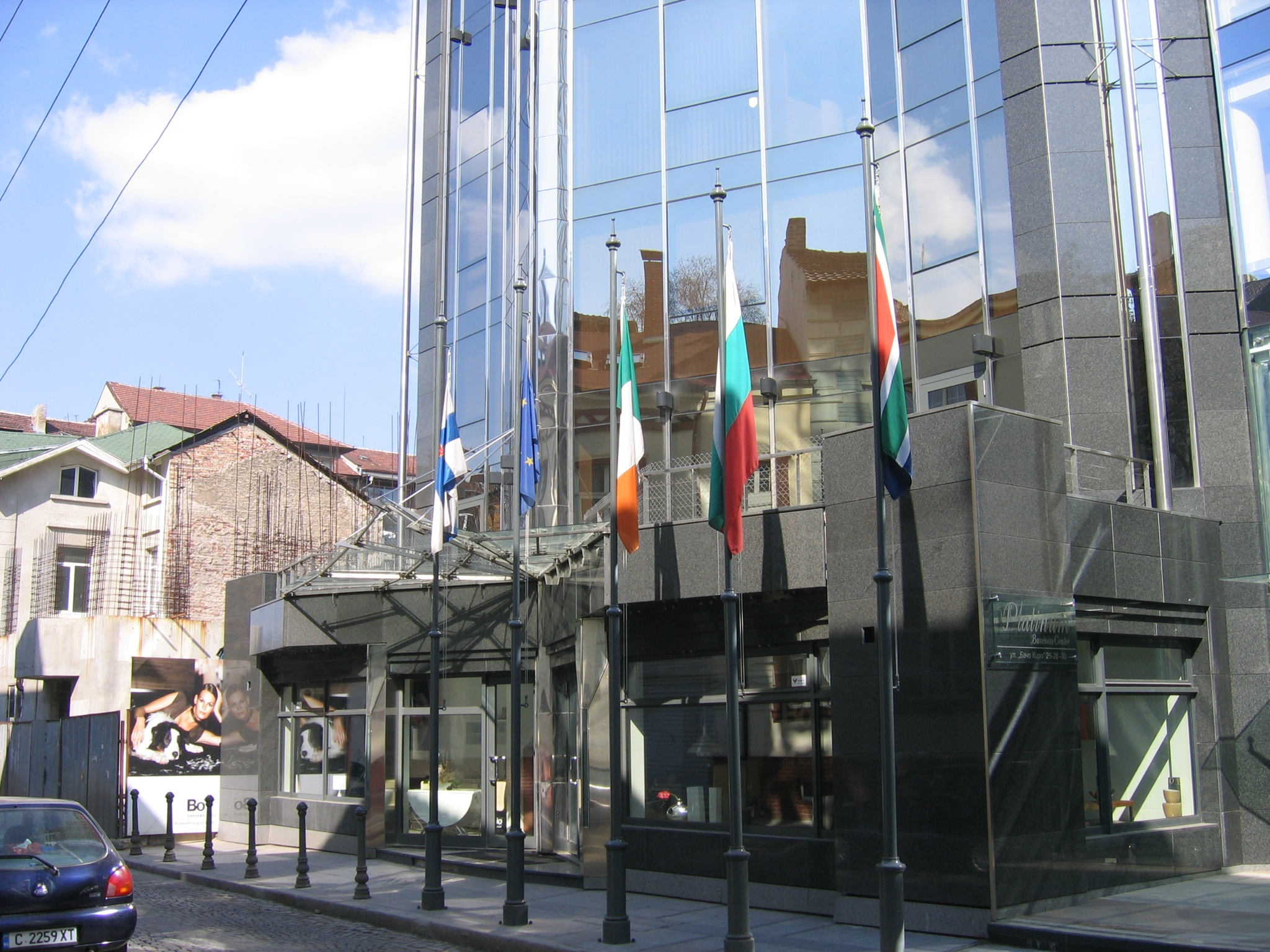
愛爾蘭駐保加利亞大使館

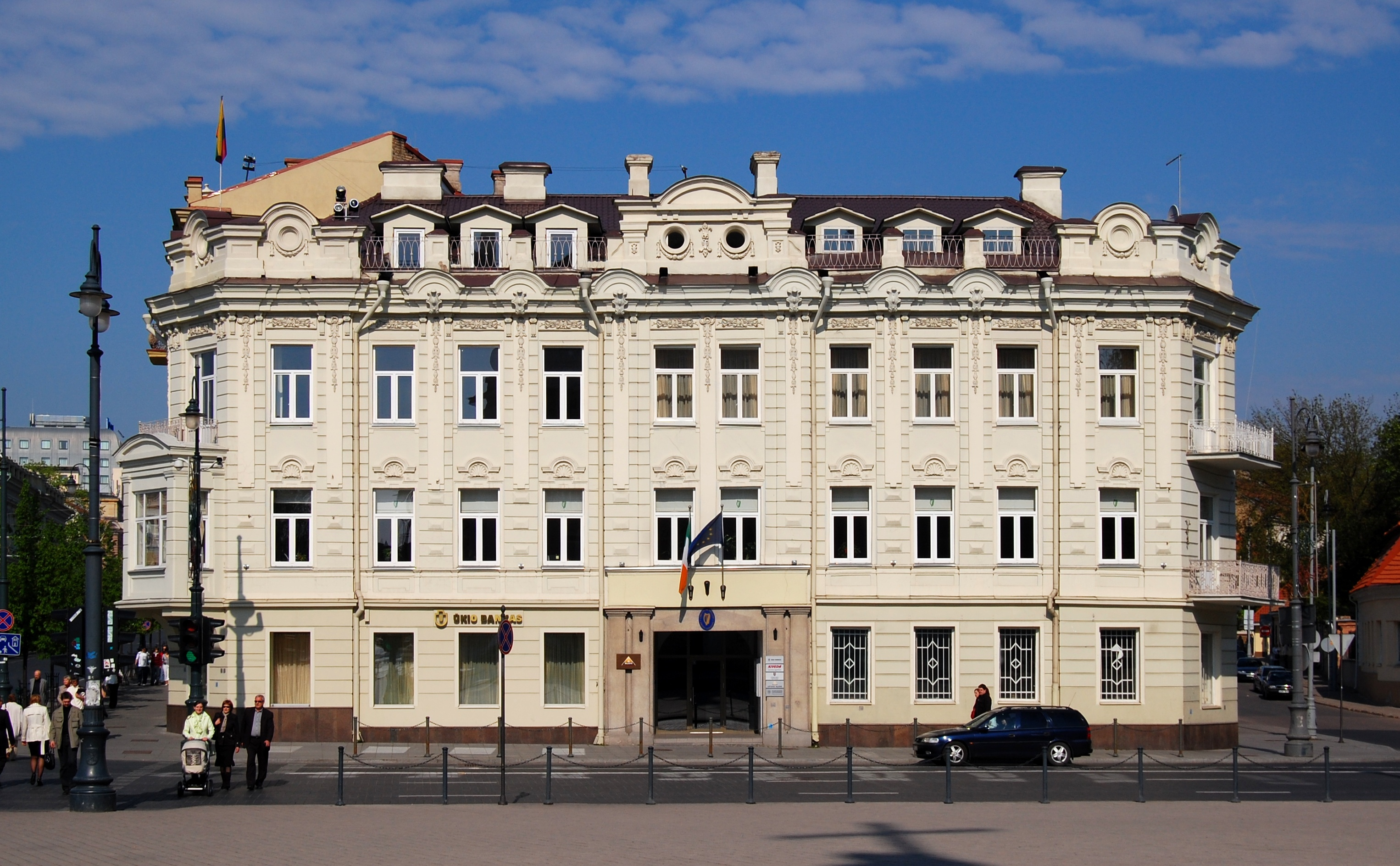
愛爾蘭駐立陶宛大使館

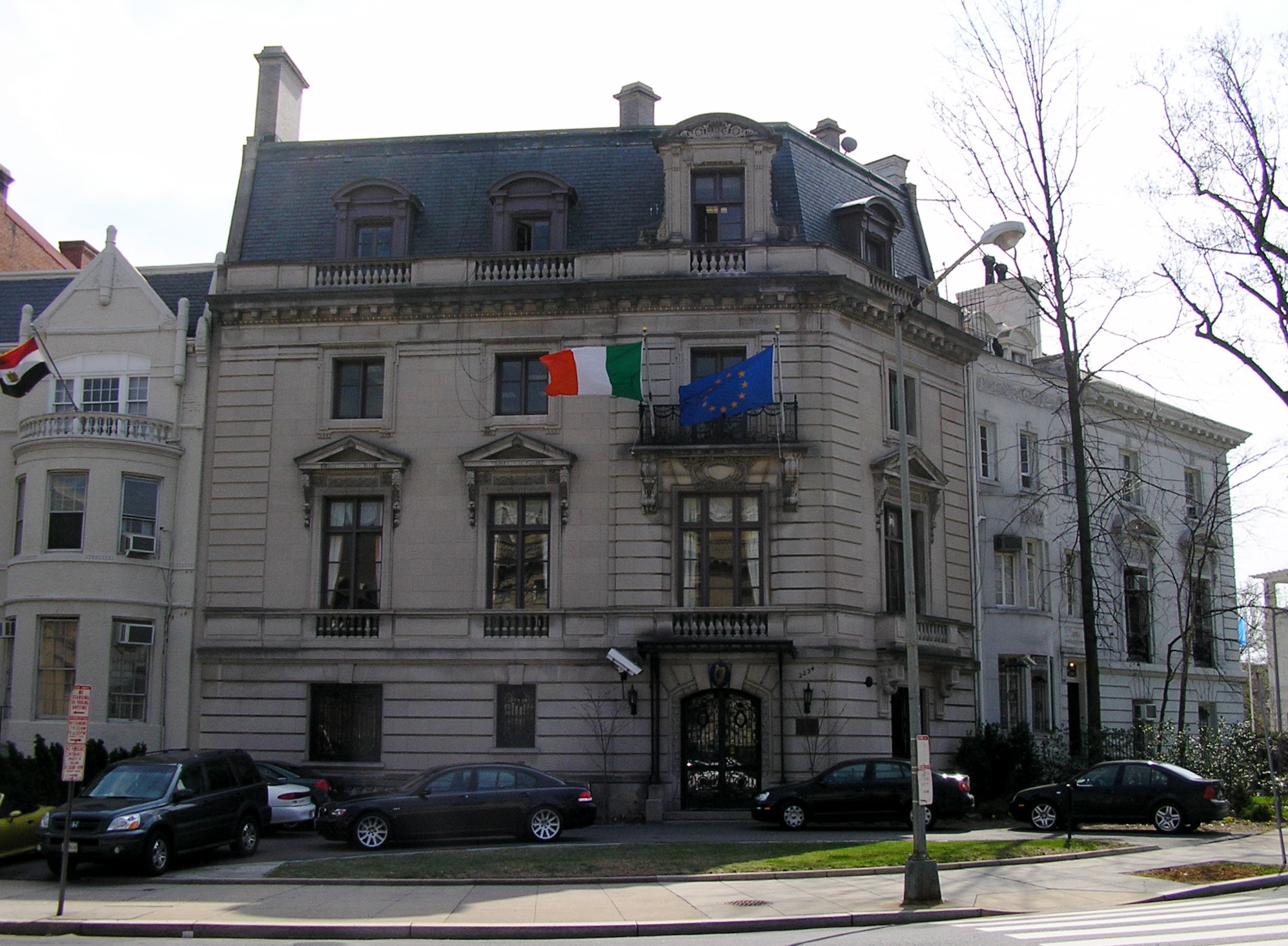
愛爾蘭駐美國大使館

- 奥地利
  - 維也納（大使館）
- 比利时
  - 布魯塞爾（大使館）
- 保加利亚
  - 索非亞（大使館）
- 賽普勒斯
  - 尼古西亞（大使館）
- 捷克
  - 布拉格（大使館）
- 丹麦
  - 哥本哈根（大使館）
- 爱沙尼亚
  - 塔林（大使館）
- 芬兰
  - 赫爾辛基（大使館）
- 法國
  - 巴黎（大使館）
- 德国
  - 柏林（大使館）
- 希腊
  - 雅典（大使館）
- 梵蒂冈
  - 梵蒂岡城（大使館）[1]
- 匈牙利
  - 布達佩斯（大使館）
- 義大利
  - 羅馬（大使館）
- 拉脫維亞
  - 里加（大使館）
- 立陶宛
  - 維爾紐斯（大使館）
- 盧森堡
  - 盧森堡（大使館）
- 馬爾他
  - 瓦萊塔（大使館）
- 荷蘭
  - 海牙（大使館）
- 挪威
  - 奧斯陸（大使館）
- 波蘭
  - 華沙（大使館）
- 葡萄牙
  - 里斯本（大使館）
- 羅馬尼亞
  - 布加勒斯特（大使館）
- 俄羅斯
  - 莫斯科（大使館）
- 斯洛伐克
  - 布拉迪斯拉發（大使館）
- 斯洛維尼亞
  - 盧布爾雅那（大使館）
- 西班牙
  - 馬德里（大使館）
- 瑞典
  - 斯德哥爾摩（大使館）
- 瑞士
  - 伯恩（大使館）
- 英国
  - 倫敦（大使館）
  - 愛丁堡 （總領事館）
  - 加帝夫 （总邻事馆）

## 美洲
- 阿根廷
  - 布宜諾斯艾利斯（大使館）
- 巴西
  - 巴西利亞（大使館）
- 加拿大
  - 渥太華 （大使館）
- 墨西哥
  - 墨西哥城 （大使館）
- 美国
  - 華盛頓特區 （大使館）
  - 亞特蘭大（總領事館）
  - 波士頓（總領事館）
  - 芝加哥（總領事館）
  - 紐約（總領事館）
  - 舊金山（總領事館）

## 亞洲

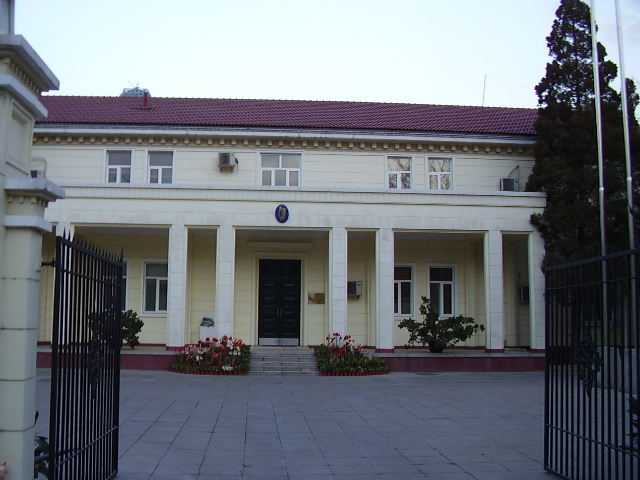
愛爾蘭駐華大使館

- 中华人民共和国
  - 北京（大使館）
  - 上海（總領事館）
  -  香港特別行政區香港（總領事館）
- 印度
  - 新德里（大使館）
- 伊朗
  - 德黑蘭（大使館）
- 以色列
  - 特拉維夫（大使館）
- 日本
  - 東京（大使館）
- - 首爾（大使館）
- 马来西亚
  - 吉隆坡（大使館）
- 巴勒斯坦
  - 拉姆安拉（代表處）
- 沙烏地阿拉伯
  - 利雅得（大使館）
- 新加坡
  - 新加坡（大使館）
- 土耳其
  - 安卡拉（大使館）
- 阿联酋
  - 阿布達比（大使館）
- 越南
  - 河內（大使館）

## 非洲
- 埃及
  - 開羅（大使館）
- 衣索比亞
  - 阿迪斯阿貝巴（大使館）
- 賴索托
  - 馬塞盧（大使館）
- 利比里亚
  - 蒙罗维亚 (大使馆)
- 马拉维
  - 利隆圭 (大使馆)
- 莫桑比克
  - 马普托 (大使馆)
- 奈及利亞
  - 阿布贾 (大使馆)
- - 弗里敦 (大使馆)
- 南非
  - 普勒托利亞（大使館）
  - 開普敦（總領事館）
- 坦桑尼亚
  - 三蘭港（大使館）
- 乌干达
  - 坎帕拉（大使館）
- 尚比亞
  - 盧薩卡（大使館）

## 大洋洲

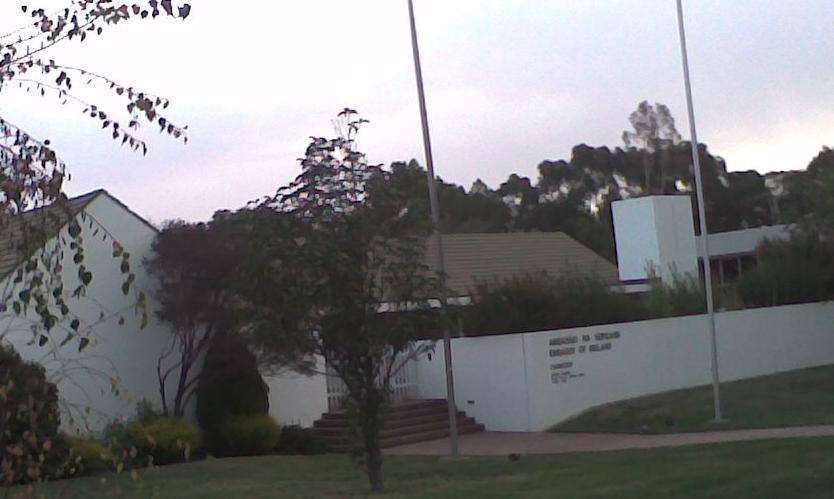
在坎培拉的愛爾蘭大使館

- 澳大利亞
  - 坎培拉 （大使館）
  - 雪梨 （總領事館）
- 新西兰
  - 惠灵顿 （大使館）

## 國際組織
- - 布魯塞爾（歐盟常駐聯合國代表團）
  - 日內瓦（聯合國代表團和其他國際組織）
  - 紐約（聯合國代表團）
  - 巴黎（教科文組織）
  - 羅馬（糧食及農業組織）
  - 斯特拉斯堡（歐洲理事會常駐聯合國代表團）

## 其他條目
- 愛爾蘭外交

## 外部連結
- Department of Foreign Affairs官方網站 （页面存档备份，存于）（英文）（愛爾蘭文）